# Лубава
Лубава (пољ. Lubawa) град је у Пољској у Војводству варминско-мазурском. По подацима из 2012. године број становника у месту је био 10 059.

## Становништво
| 2012.  |
| ------ |
| 10 059 |